# Az idegen (televíziós sorozat)
Az idegen (eredeti cím: The Stranger) 2020-ban bemutatott angol televíziós minisorozat, melyet Harlan Coben 2015-ös azonos című regénye alapján Danny Brocklehurst alkotott meg. A főbb szerepekben Richard Armitage, Siobhan Finneran és Hannah John-Kamen látható.
2020. január 30-án mutatta be a Netflix mind a nyolc epizódot.

## Szereplők

### Főszereplők
- Richard Armitage – Adam Price, Corinne férje, Thomas és Ryan apja.
- Siobhan Finneran – Johanna Griffin nyomozónő.
- Jennifer Saunders – Heide Doyle, Griffin nyomozó legjobb barátja.
- Shaun Dooley – Doug Tripp, Adam gyerekkori barátja és szomszédja.
- Paul Kaye – Patrick Katz nyomozó.
- Dervla Kirwan – Corinne Price, Adam felesége, Thomas és Ryan anyja.
- Kadiff Kirwan – Wesley Ross nyomozó, Griffin nyomozó társa.
- Jacob Dudman – Thomas Price, Adam és Corinne fia, Ryan bátyja.
- Ella-Rae Smith – Daisy Hoy, Thomas Price barátnője.
- Brandon Fellows – Mike Tripp, Thomas barátja.
- Misha Handley – Ryan Price, Adam és Corinne fia, Thomas öccse.
- Hannah John-Kamen – az „Idegen”, Adam féltestvére.
- Stephen Rea – Martin Killane, Adam megbízója.
- Anthony Head – Edgar Price, Adam Price apja.

### Visszatérő szereplők
- Lily Loveless – Ingrid Prisby
- Kai Alexander – Dante Gunnarsson
- Jade Harrison – Vicky Hoy
- Callie Cooke – Kimberley Doyle
- Robert Ewens – Max Bonner
- Don Gilet – Phillip Griffin
- Aretha Ayeh – Suzanne Hope
- Ace Bhatti – Parth Kuhalam
- Jemma Powell – Becca Tripp
- India Brown – Ella Hoy
- Joey Ansah – Stuart Hope
- Camilla Arfwedson – Sally Prentice

## Epizódok
| # | Cím                   | Rendező       | Író                | Premier                           |
| --- | --------------------- | ------------- | ------------------ | --------------------------------- |
| 1. | 1. epizód (Episode 1) | Daniel O'Hara | Danny Brocklehurst | 2020. január 30. 2020. január 30. |
| A családos férfit, Adam Price-t (Richard Armitage) a fia labdarúgó-mérkőzésén egy nő felkeresi, aki azt állítja, hogy felesége, Corinne (Dervla Kirwan) megjátszotta terhességét. Azt tanácsolja, hogy végezzen DNS tesztet fiain, mert nem biztos, hogy ő a valódi apjuk. Thomas (Jacob Dudman), Mike (Brandon Fellows) és Daisy (Ella- Rae Smith) egy este bulizni mennek együtt, majd másnap egy lefejezett alpakát talál a rendőrség a köztéren. Elindul a nyomozás és a gondolkodás, hogy vajon mi történhetett. A törvény két embere meglátogat egy közeli gazdát, hogy megtudja, mi történt a csordájával. Az úton hazafelé egy újabb érdekes esettel találják szemben magukat, mivel Dante-t (Kai Alexander), Thomas osztálytársát öntudatlanul és meztelenül találják az erdő határában. Adam a későbbiekben kérdőre vonja feleségét a titokzatos nő állításai miatt. Majd Adam és Corinne viharosan összevesznek és a nő arra hivatkozik, hogy majd később mindent megmagyaráz. |                       |               |                    |                                   |
| 2. | 2. epizód (Episode 2) | Daniel O'Hara | Mick Ford          | 2020. január 30. 2020. január 30. |
| Griffin nyomozónő legjobb barátját, Heidi-t (Jennifer Saunders) felkeresi Az Idegen és barátja (Lily Loveless), akik elárulják neki a lánya, Kimberley (Callie Cook) legféltettebb titkát. Megzsarolják, hogy ha nem fizet 10000 fontot akkor tönkre teszik a lány karrierjét, amely még csak el sem kezdődött. Eközben Adam próbálja elérni, hogy ne rombolják le a megbízója, Martin Killane (Stephen Rae) házát és rájön arra is, hogy mind e mögött az apja, Edgar (Anthony Head) áll. Még ekkor sem tudnak semmit Corinne hollétéről. Vicky (Jade Harrison) sírva meséli el Adamnek, hogy kisebbik lányáról, Elláról meztelen képeket osztottak meg és az egész iskola látta már. Mike szervezetéből lassan kiürül a drog és elkezd emlékezni az éjszaka történtekre, illetve arra is, hogy megjelent Thomasék haza előtt az alpaka fejével. Meg akarnak szabadulni az állat fejétől, de Dante telefonja által lenyomozzák és letartóztatják Mike-ot, Thomas és Daisy szabadon távozhatnak. Később Heidi- t felkeresi egy rendőr, aki azt állítja, hogy a zsarolás ügyében nyomoz, de miután megkapja a bizonyítékokat végez a nővel. |                       |               |                    |                                   |
| 3. | 3. epizód (Episode 3) | Daniel O'Hara | Karla Crome        | 2020. január 30. 2020. január 30. |
| Adam gyermekének edzője Bob ( Clinton Blake) és egy másik játékos apja érkezik Mr. Price otthonába és beszélni akarnak Corinne-nal az ellopott pénz miatt. A rendőrség kérdéseket tesz fel Mike-nak a bulis éjszakával kapcsolatban, amikor Dante megsérült és az alpakát lefejezetten találták. A rendőrség felkeresi Dante szüleit és házkutatást tartanak, hogy minél többet megtudjanak az esetről. A fiú számítógépén Corinne-ról videókat találnak, amiket nem tudnak mire vélni. Az eltűnt nő egyik barátnője segít Adamnak felesége megtalálásában, azonban nem jár sikerrel. Corinne fiai Thomas és Ryan egy applikáció segítségével nyomon követik anyjukat. |                       |               |                    |                                   |
| 4. | 4. epizód (Episode 4) | Hannah Quinn  | Danny Brocklehurst | 2020. január 30. 2020. január 30. |
| The Stranger felkeresi és azzal szembesíti Edgart, hogy a házasságon kívüli kapcsolatai valamelyikéből született még egy gyereke. A rendőrség elkezd nyomozni Heidi gyilkosa után, Johanna arra kéri társát, hogy ne mondja el senkinek, hogy a halott nő barátja, különben eltiltják az ügytől. Adam elmondja Dougnak (Shaun Dooley), hogy tisztában van azzal, hogy felesége vele beszélt telefonon és kérdőre vonja. Doug azt állítja, hogy Corinne- nak köze lehetett a pénzsikkasztáshoz és azért hívta fel, hogy időt kérjen míg tisztázza magát. Eközben Katz (Paul Kaye) minden erejével azon van, hogy a gyanút Heidi férjére terelje és azt is felajánlja, hogy átnézi a biztonsági kamera felvételeit. Kimberley mindent elmond Griffin-nek a zsarolásról, viszont annak okát továbbra is titkolja. Kiderül, hogy Katz valójában Olivia apja. A nyomozók ellátogatnak Pricékhoz és ekkor tudják meg, hogy Corinne eltűnt. |                       |               |                    |                                   |
| 5. | 5. epizód (Episode 5) | Hannah Quinn  | Charlotte Coben    | 2020. január 30. 2020. január 30. |
| The Stranger és barátja egy stadionba látogatnak, ahol ismét egy titkot készül lerántani egy siker sportról, mindezt azért, hogy keresztbe vágja karrierjét, ha a srác apja nem fizet neki egy busásabb összeget. Az idegen majd menekülni próbál és barátja segít neki kiszabadulni a dühös apa karmai alól. Mindeközben Adam egy olyan bizonyítékot kap, ami arra utal, hogy Corinne egy légtérben tartózkodott a megölt Heidivel. Adam keseredettében a rendőrnek elmondja, hogy egy titokzatos látogató mindenféle titkot árult el számára feleségéről, aki nem sokkal ezután eltűnt. Daisy és Mike vitába szállnak egymással, amikor a lány elmondta neki, hogy ő csempészett drogot az italába, mert azt hallotta, hogy húgának meztelen képeit őt szivárogtatta ki a világhálóra. Ezt az infót pedig a mindenki tudomása szerint a beteg, Olíviától kapta. A fiatalok meglátogatják a lányt, de anyja nem örül látogatásának, azt hazudja, hogy Olivia (Humera Syed) kórházban van. A srácok nem törődnek a nővel, bejutnak a házba és kiderítik, hogy a középkorú nő gyermekét patkányméreggel mérgezi. |                       |               |                    |                                   |
| 6. | 6. epizód (Episode 6) | Hannah Quinn  | Mick Ford          | 2020. január 30. 2020. január 30. |
| Martint letartóztatják és bevallja Adamnek, hogy sok évvel ezelőtt megölte a feleségét, mivel a nő azzal fenyegette, hogy elveszi tőle a lányukat. Katz meglátogatja a Powers családot, akik az Ethical Share nevű alapítványnak próbálnak támogatókat szerezni, de a férj Kimberley-vel való viszonya véget vethet az egész projektnek. Adam elmondja Griffin-nek, hogy Killane bevallotta a gyilkosságot és ekkor tájékoztatja a nyomozónő, hogy megtalálták Corinne autóját. Thomas, Mike és Daisy ismét elmennek Oliviához és lány elárulja Thomasnak, hogy ő osztotta meg Ella képeit féltékenységből, mert azt hitte van valami a lány és Mike között. Mike közli Daisy-vel, hogy emlékszik arra, hogy látta amint Ő és Dante elmentek az erdőbe. Adam elmondja Edgar- nak, hogy Corinne napok óta nem került elő és Thomas is bevallja Oliviának, hogy sejti mi állhat a betegsége hátterében. |                       |               |                    |                                   |
| 7. | 7. epizód (Episode 7) | Daniel O'Hara | Danny Brocklehurst | 2020. január 30. 2020. január 30. |
| Thomas elmondta Olivia apjának, Katz-nek, hogy látta a patkánymérges dobozokat, mire a férfi nagyon ideges lett és úgy döntött, hogy megszabadítja lányát anyja beteges viselkedése alól. Dante-t , Johanna a kórházban kifaggatja az estéről, aki elmondja homályos emlékeit. Adam apja, Ed egy magánnyomozót bérel fel, hogy segítsen megérteni és kideríteni felesége eltűnésének részleteit. Kiderül a beszélgetés során, hogy a sapkás fiatal lány mind a kettőjüket felkereste. Szóba kerül a hazugságon alapuló terhesség és az eltitkolt gyerek. Nem sokkal ez után a nyomozónő Katz házába siet, ahol a férfi elmondja, hogy felesége pszichéje sérült és árt lányuknak. Majd váratlan csavarként egy harmadik munkatárs hívása miatt megcsörrent a telefon. Egy videóról ecsetelte újonnan beszerzett információit és elmondta, hogy Heidi gyilkosságának éjszakáján Olivia apja volt csupán az étteremben. Egy jelenettel később a The Stranger látogatóba megy az „apjához”, Killane-hez, mivel balesetet szenvedett. |                       |               |                    |                                   |
| 8. | 8. epizód (Episode 8) | Daniel O'Hara | Danny Brocklehurst | 2020. január 30. 2020. január 30. |
| Katzs elviszi Leila (exe) kocsiját és Johanna telefonját. Eközben Peter, Adam apja által felbérelt nyomozó kideríti a The Stranger lakhelyét. A férfi telefonál a nyomozó nőnek, hogy mire jutott, azonban Katz veszi fel és az üzenet nem jut el a célponthoz. Adam öntörvényüleg úgy dönt, hogy egyedül járja végig az utat, hogy megtudja az igazságot, de Ingrid a lakás közeléhez érve egy olyan eszközzel várja, amivel leüti és láncok segítségével az asztalhoz kötözik. Miután Adam magához tér elmondja, hogy nem ők a fontosak neki, hanem az, hogy mi van a feleségével és hol van, mert az idegen felbukkanása után változott meg minden rossz irányba. The Stranger és Adam újbóli találkozója felszínre hoz néhány új dolgot, miszerint ők testvérek és az apjuk is egy. Mindeközben a lakásban megjelenik Katz egy fegyverrel és lövöldözésbe kezd. Arra rossz nyomozóként azonban nem gondolt, hogy a magával vitt telefon követés alatt állt és a rendőrség a perceken belül megjelent. A merénylet áldozatait kórházba szállítják, a tettest pedig letartóztatják. A bonyodalom csak folytatódik. Adam találkozik Bobbal és fény derül a titokra, hogy a The Stranger az ő megbízásából kerül a család életébe. És új nyomként elvezeti Doug-hoz, ahhoz az emberhez, akire talán sosem gyanakodott. Hosszas, szóban forgó párharc után megtudjuk, hogy a klubtól a jó hír megtartása érdekében a pénzt a férfi lopta el és ő az utolsó ember, aki találkozott Corinne-nel. Egy erdőbe viszi Adam-et, ahol rámutat egy olyan felásott területre, ahova a nő holttestét temette, ezzel beismerve, hogy ő a gyilkos és minden csak a pénz és a látszat miatt történt. Adam magáénak tudta a fegyvert, amivel Katz rájuk támadt a lakásban és néhány lövéssel, hideg vérrel kivégezte a „barátját”. A lövéseket hallott Johanna, aki idegesen Adam megkeresésére indult. A nő a férfi pártját fogta, emiatt eltüntette a bizonyítékokat és úgy állította be a gyilkosságot, mintha Doug önkezűleg végzett volna magával. Ez a titok az évad végén nem került napvilágra. |                       |               |                    |                                   |

## A sorozat készítése
2019 márciusában jelentette be a Netflix, hogy sorozat készül Harlan Coben bestsellere nyomán, amely a The Stranger címet kapta. A produkciós cég tizennégy regény jogait vásárolta meg emellett, többek között a The Innocent és a The Woods jogait, amelyek forgatásán már el is kezdtek dolgozni a spanyolok és a lengyelek. A sorozat magában hordozza a krimi jegyeit (annak hangulata, és a karakterek jellemzői miatt), de a skandináv stílus vagy a noiros, átívelő, nyomozós jellemzők is megjelennek benne. A sorozat azonban sokkal inkább a thriller kategóriájába tartozik.

### Forgatás
2019 márciusában kezdték el a forgatást Manchesterben, áprilisban Boltonban és Buryben forgattak, júniusban pedig Stockportban. Maga a sorozat nyolc epizódból áll. Egy epizód hossza általánosan 40-52 perc. 2020. január 30-án sugározták az első epizódot a Netflixen.